# Militärakademien der Sowjetunion
Die Militärakademien der Sowjetunion waren die höchsten Lehreinrichtungen der Streitkräfte der UdSSR und Zentren der militärwissenschaftlichen Forschung der UdSSR, deren Tradition durch die heutigen Militärakademien der Russischen Föderation fortgesetzt wird.

## Auftrag
Diese Militärakademien dienten vom Anfang an vorwiegend der Ausbildung, Weiterbildung und Fortbildung vornehmlich von Offizieren für Kommandeursverwendungen ab Regimentskommandeur aufwärts oder vergleichbare Dienstposten, bis hin zu Spitzenverwendungen in den Führungskommandos der Teilstreitkräfte und des Verteidigungsministeriums. Die meisten der heutigen Militärakademien der Streitkräfte der Russischen Föderation haben Universitäts- oder Hochschulstatus mit Promotions- und Habilitationsrecht.

## Geschichte
Als erste militärische Hochschule der Sowjetunion wurde 1918 die Allgemeine Militärakademie der Russischen Streitkräfte gegründet. Danach erfolgte die Gründung der Militärakademie für Pioniertruppen, der Militärakademie der Fernmeldetruppe (1919), der Artillerie, der Militärmedizinischen Akademie S. M. Kirow und der Seekriegsakademie N. G. Kusnezow.
In der Folgezeit wurden weitere Militärakademien gegründet. Dazu zählen die Militärpolitische Akademie, die Militärakademie für Transportwesen, die Militärakademie für Ingenieure der Luftstreitkräfte „Prof. N. J. Schukowski“ und die Militärische ingenieurtechnische Universität.
Eine Spitzenstellung nahm die 1936 gegründete Militärakademie des Generalstabes der Russischen Streitkräfte, die wohl bekannteste militärische Hochschule der UdSSR und der Russischen Föderation ein.
Die Mehrzahl dieser Militärakademien existiert auch gegenwärtig und vermittelt akademische Bildung für Offiziere der Russischen Föderation, aber auch für Offiziere aus Streitkräften anderer Länder. Unter anderem zählen auch  Offiziere der Bundeswehr dazu.
Die Verleihung einer Goldmedaille ist die höchste Auszeichnung für den erfolgreichen Abschluss der betreffenden Militärakademie. Sie setzt hervorragende Leistungen im Studium und im abschließenden Staatsexamen voraus: In allen Fächern die Note 1 (sehr gut), in den Prüfungsfächern des Staatsexamens die Note 1 (sehr gut) und für die Diplomarbeit das Prädikat „Ausgezeichnet“.

## Übersicht der Militärakademien
| Bezeichnung                                                                      | Gründung                 | Bemerkung                                                                                                |
| -------------------------------------------------------------------------------- | ------------------------ | --- |
| Allgemeine Militärakademie der Russischen Streitkräfte                           | 1918 in Moskau           | zwischenzeitlich Akademie des Generalstabes                                                              |
| Militärakademie des Generalstabes der Russischen Streitkräfte                    | 1832                     | |
| Malinowski-Militärakademie der Panzertruppen                                     | 1932                     | |
| Militärakademie der Luftstreitkräfte „J. A. Gagarin“                             | 1940                     | |
| Schukow-Militärakademie für Kommandeure der Luftverteidigung                     | 1866                     | |
| Kuibyschew-Militärakademie für Pioniertruppen                                    | 1932                     | |
| Militärakademie für Ingenieure der Luftstreitkräfte „Prof. N. J. Schukowski“     | 1919 in Moskau           | |
| Militärakademie der Fernmeldetruppe, S. M. Budjonny                              | 1919 in Sankt Petersburg | |
| Militärakademie für funktechnische Ingenieure der Luftverteidigung, L.A. Goworow | 1919                     | |
| Militärakademie für rückwärtige Dienste und Transportwesen                       | 1800                     | |
| Militärmedizinische Akademie S. M. Kirow                                         | 1798                     | |
| Militärpolitische Lenin-Akademie                                                 | 1919                     | 1994 umgewandelt in Militärische Universität des Ministeriums der Verteidigung der Russischen Föderation |
| Seekriegsakademie N. G. Kusnezow                                                 | 1827                     | |